# Ricardo Grey
Ricardo Grey (¿? 1457 - 25 de junio de 1483), fue un caballero y noble inglés, y el hijo menor de Isabel Woodville y su esposo Sir Juan Grey de Groby. Su segundo matrimonio con el rey Eduardo IV la hizo reina consorte de Inglaterra, elevando así el estado de Grey y de su hermano Thomas Grey en la corte y en el reino como el hijastro del rey.

## Primeros años
Richardo era un niño de 3 años de edad cuando su padre murió luchando por la Casa de Lancaster en la Segunda Batalla de San Albano el 17 de febrero de 1461. A 6 años, su madre viuda se casó con el rey Eduardo IV, en secreto, el 1 de mayo de 1464. Richardo apareció por primera vez en escena pública cuando participó en los torneos para celebrar el nombramiento de su medio hermano Ricardo como duque de York en 1474, una hazaña que repitió en las celebraciones del matrimonio del duque en 1478.

## Vida posterior
Grey fue nombrado caballero en 1475 y su papel político también se inició en 1475, año en que fue nombrado caballero, cuando comenzó a servir en Gales y los condados limítrofes ingleses como parte de la regla de política del consejo de su otro medio hermano, Eduardo, Príncipe de Gales (más tarde Eduardo V). 
En 1479, fue nombrado alguacil del Castillo de Chester y en el mismo año fue considerado lo suficientemente importante como para que la ciudad de Bristol recurriera a él para su ayuda. Se desempeñó en varias otras comisiones judiciales en la región durante el resto del reinado de su padrastro. En 1482, se le concedió el señorío gales de Kidwelly, y en el mismo año se le dio un papel más importante, la educación del Príncipe de Gales. Grey se había convertido en una persona muy importante en el gobierno de Eduardo IV en Gales y los condados ingleses limítrofes. 

## Muerte
Después de la muerte de Eduardo IV el 9 de abril de 1483, y de que su medio hermano se convirtiera en el rey Eduardo V, toda la vida de Grey pronto se vino abajo debido a la crueldad mostrada por el hermano de su difunto padrastro, Ricardo, duque de Gloucester. El 30 de abril de 1483, mientras acompañaba a Eduardo a Londres desde Gales con su tío Antonio Woodville, Grey fue detenido por Ricardo, duque de Gloucester, en Stony Stratford y, con su tío, encarcelados en el norte de Inglaterra. En el transcurso de unas semanas, las tierras y los cargos de Grey habían sido redistribuidas entre otros, a pesar de que legalmente no se había visto privado de ellos. Después de que Eduardo V fue declarado ilegítimo, Ricardo, duque de Gloucester, ascendió al trono como Ricardo III. Grey y su tío fueron ejecutados en Castillo Pontefract el 25 de junio de 1483. Ricardo Grey tenía alrededor de 26 años de edad en el momento de su ejecución.